# Chopardiana zebrina
Chopardiana zebrina är en fjärilsart som beskrevs av Pierre E.L. Viette 1957. Chopardiana zebrina ingår i släktet Chopardiana och familjen nattflyn. Inga underarter finns listade i Catalogue of Life.